# Epischurella baikalensis
Epischurella baikalensis (anteriormente Epischura baikalensis) é uma espécie de crustáceo da família Temoridae.
É endémica do Lago Baikal, na Rússia.